# Boa constrictor imperator
La boa común (Boa constrictor imperator) conocida como mazacuata y limacoa en México, Nicaragua, El Salvador y Guatemala (del náhuatl mazacoatl, "culebra-venado"), Saruro en Venezuela y como bécquer en Costa Rica es una subespecie de la Boa constrictor.

## Distribución y hábitat

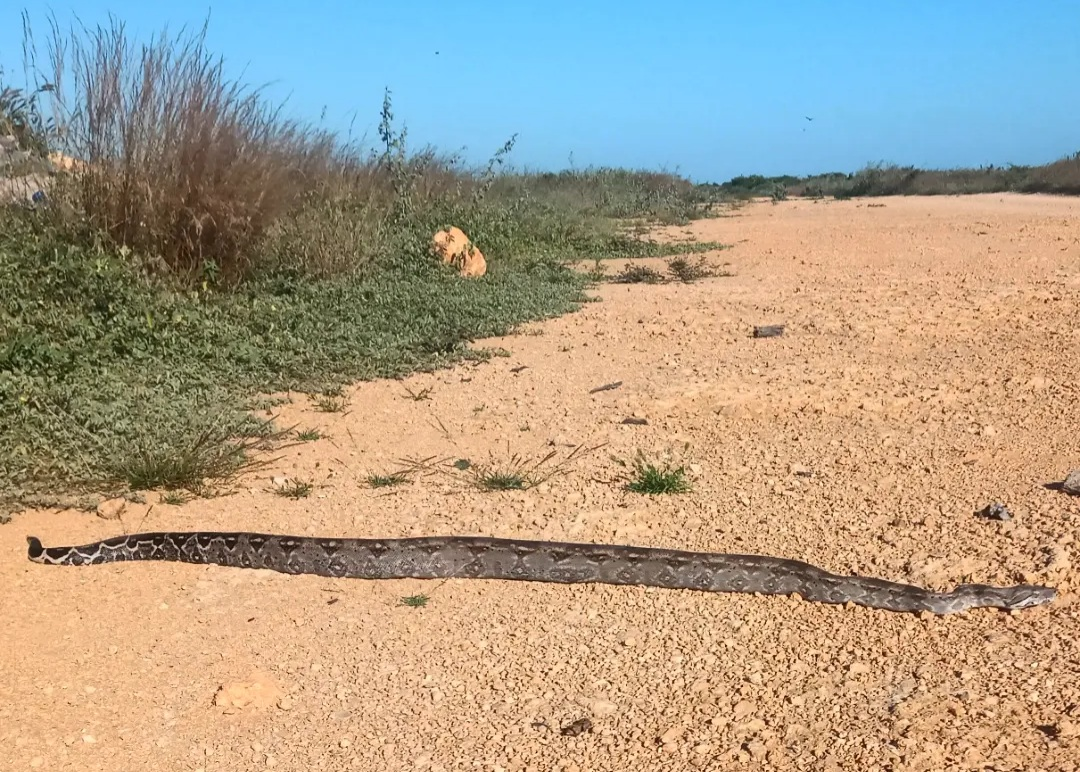
Saruro en la Península de Paraguaná.

Es una subespecie propia a las regiones tropicales, subtropicales y xerófitas de México, Centroamérica y el norte de Sudamérica principalmente en la Península de Paraguaná, Venezuela.
Habita en varios tipos de hábitats en los que se encuentran zonas desérticas, bosques tropicales, bosques nubosos, matorrales y también en campos de cultivo.

## Características
Es una de las boas más pequeñas, tienen en promedio entre 1,3 m y 2,5 m de longitud; cuando crece completamente, puede alcanzar hasta 3,7 m. Normalmente pesan alrededor de 6 kg y las hembras son significativamente más grandes que los machos. Su tiempo de vida salvaje es de 20 a 30 años, pero pueden exceder los 40 en cautiverio. se puede alimentar de pequeños mamíferos, como ratas, ratones y conejos, así como utilizan el mismo sistema "constrictor" de la anaconda y demás "boidae".
Al igual que la subespecie austral (B. c. occidentalis), la parte superior de la cabeza cuenta con una nítida línea longitudinal de la que, a la altura de los ojos, se desprenden proyecciones laterales de color negro.

## Galería

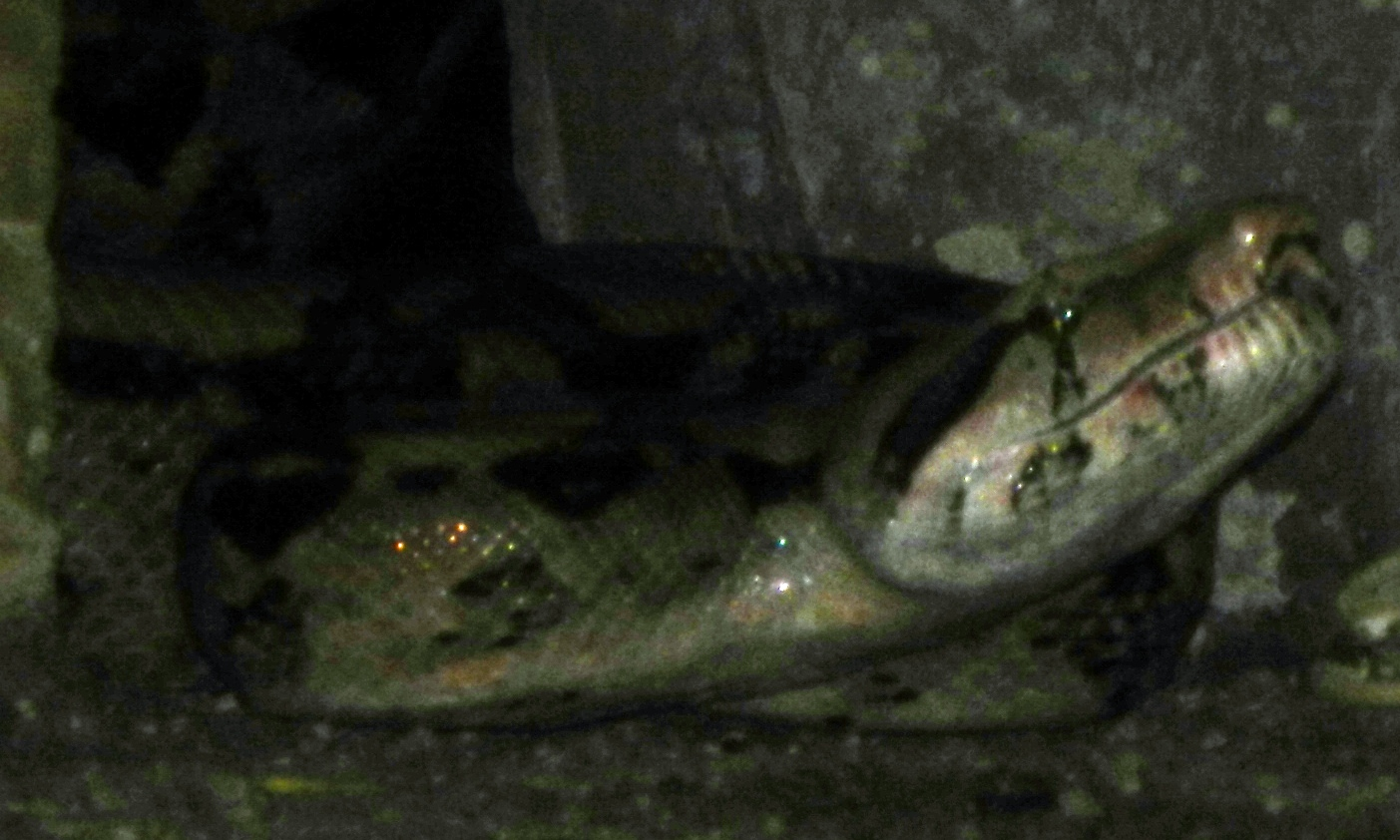
Boa Constrictor Imperator fotografiada en El Crucero, Managua, Nicaragua.
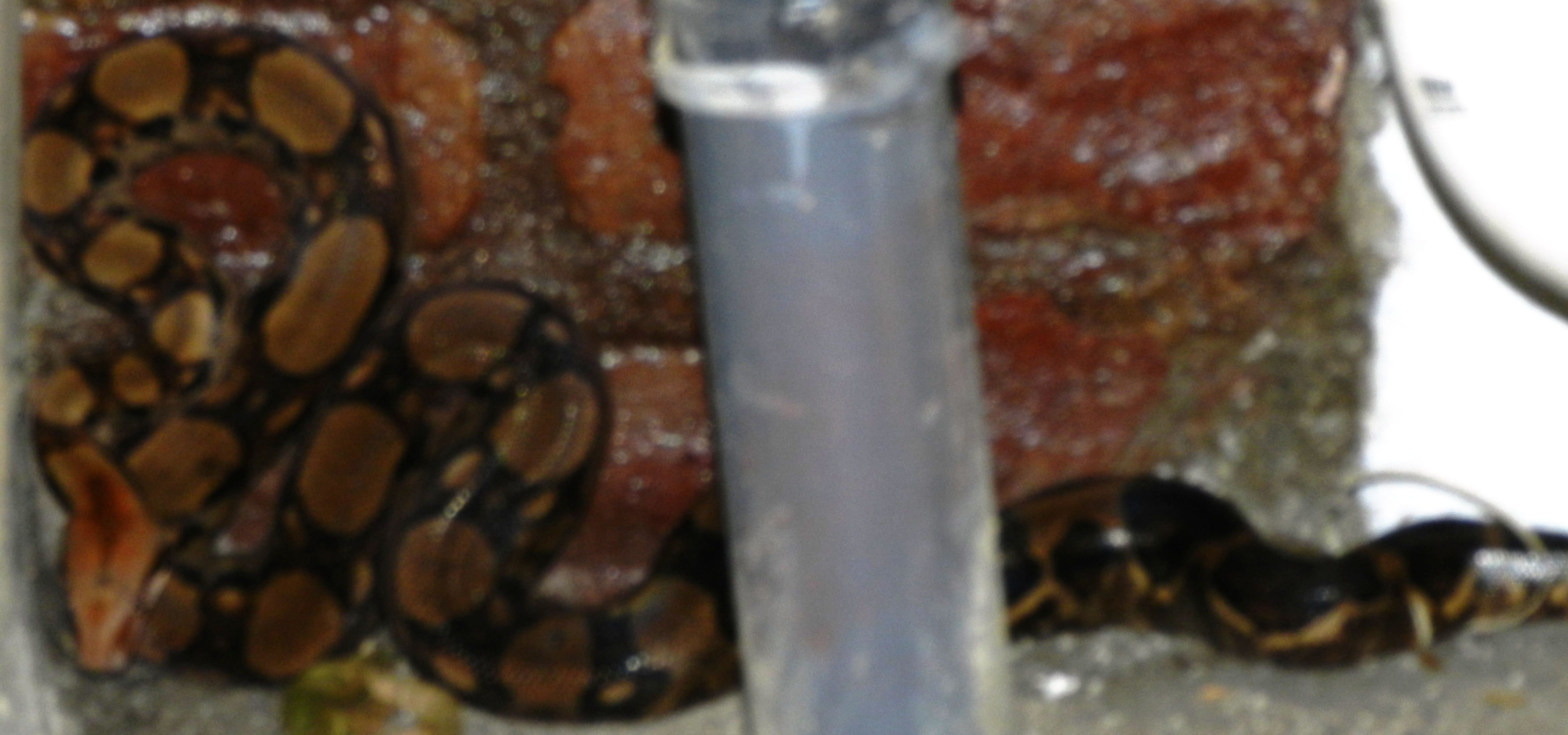
Boa Constrictor Imperator fotografiada en El Crucero, Managua, Nicaragua.